# Kasteel van Tournon
Het Kasteel van Tournon (Frans: Le Château de Tournon) is een kasteel in de Franse gemeente Tournon-sur-Rhône. Het kasteel is een beschermd historisch monument sinds 1938.
Op het einde van het West-Romeinse Keizerrijk (eind 5e eeuw) bestond er een castrum of klein Romeins fort op deze plek. De Gallo-Romeinen uit de buurt, aan de rechteroever van de Rhône, verschansten er zich. Van de middeleeuwen tot de 17e eeuw bewoonden de heren van Tournon het kasteel. Daarna en tot in de jaren 1930 deed het kasteel dienst als gevangenis. Daarna volgde een restauratie.
Het actuele kasteel werd gebouwd in de 14e en de 16e eeuw. De rechtermuur op de binnenplaats is een restant van de vroegere donjon, het château St-Just. Het kasteel toont de overgang van middeleeuwse naar renaissance-architectuur.
In het kasteel is een museum gevestigd (erkend als Musée de France).